# Derichthys serpentinus
Derichthys serpentinus – gatunek ryby węgorzokształtnej z rodziny Derichthyidae, dla której jest typem nomenklatorycznym, jedyny przedstawiciel rodzaju Derichthys. Ryby te występują w strefie pelagialnej wszystkich ciepłych oceanów, na głębokości do 2000 m p.p.m., zwykle 200–700 m. Osiągają do 40 cm długości.